# Бєляєвський гурток
Бєляєвський гурток (Беляевский кружок) — група музикантів — композиторів і виконавців, що збиралися в 1880-1890-ті роки на музичних вечорах у будинку лісопромисловця, музиканта та мецената Митрофана Петровича Бєляєва («Бєляєвські п'ятниці») в Петербурзі, на яких виконувалися квартети, квінтети, секстети, романси, фортепіанні твори та інше.
Гурток очолював Микола Римський-Корсаков; гурток відвідували Олександр Бородін, Володимир Стасов, Федір Акименко, Микола Амані, Костянтин Антіпов, Фелікс Блуменфельд, Сиґізмунд Блуменфельд, Йосип Вітоль, Олександр Глазунов, Олександр Оссовський, Вітольд Малішевський, Василь Золотарьов, Іван Крижанівський, Анатолій Лядов, Микола Черепнін та інші. У 1890-ті роки тісні зв'язки з біляївських гуртком встановлюються у деяких московських композиторів, зокрема у Сергія Танєєва та Олександра Скрябіна.
Активна громадська, видавнича, концертна діяльність, пов'язана з цим кружком, зробила його помітним мистецьким явищем в житті Петербургу. Римський-Корсаков, а пізніше також Глазунов і Лядов були художніми керівниками видавничої та концертно-організаторської діяльності Бєляєва. Після смерті Бєляєва ці три композитори сформували опікунську раду з управління всіма справами бєляєвських видавництв та концертів.